# Hormisdas Langlais
Hormisdas Langlais, né le 2 septembre 1890 à Saint-Octave-de-Métis et mort le 6 avril 1976 à Québec, est un homme politique québécois.  Il a été député de la circonscription des Îles-de-la-Madeleine à l'Assemblée nationale du Québec de 1936 à 1962.

## Biographie

### Jeunesse et études
Il est le fils de Louis Langlais, marchand, et de Marie-Claire Blanchet.  Il étudie au Collège de Sainte-Anne-de-la-Pocatière, au Collège de Lévis et à l'École des hautes études commerciales de Montréal, où il obtient une licence en sciences commerciales et maritimes en 1914.

### Carrière
En 1915, il s'enrôle dans le service de surveillance de sous-marins dans le golfe du Saint-Laurent. Il est propriétaire de La maison de chauffage et de ventilation ltée.  Il épouse Berthe Maheu le 8 septembre 1920 à Arthabaska.

### Politique
Lors de l'élection générale québécoise de 1935, il est candidat de l'Action libérale nationale dans la circonscription des Îles-de-la-Madeleine, mais il est défait par le député du Parti libéral, Amédée Caron.  Lors de l'élection générale de 1936, il est élu député de l'Union nationale des Îles-de-la-Madeleine à l'Assemblée législative du Québec.  Il est réélu à l'élection générale de 1939 et à celle de 1944.  En 1944, il devient whip en chef de l'Union nationale.  Il est réélu député à l'élection générale de 1948, et à celle de 1952.  Du 1er juillet 1955 au 6 juillet 1960, il est adjoint parlementaire du ministre des Mines.  il est réélu député à l'élection générale de 1956 et à celle de 1960.  Il perd l'élection de 1962.
Il meurt en 1976, à l'âge de 85.  Il est inhumé dans le cimetière Notre-Dame-de-Belmont, le 9 avril 1976.